# Triumph 6T Thunderbird
De Triumph 6T Thunderbird was een 650cc-motorfiets die het Britse merk Triumph leverde van 1950 tot 1966.

## Voorgeschiedenis
De eigenaar van het merk Ariel, Jack Sangster, had in 1936 de motorfietsproductie van Triumph overgenomen. Hij bracht twee topconstructeurs mee: Bert Hopwood en Edward Turner, die tevens directeur van het merk Triumph werd. Turner had al in 1937 de 500cc-Speed Twin 5T uitgebracht. Het was niet Triumph's eerste paralleltwin, dat was het 650cc-Triumph Model 6/1 dat nog door Val Page was ontworpen. De Speed Twin was echter veel beter ontworpen en afgewerkt en - hoewel het een toermotorfiets was - ook sneller dan de sportmotoren van de concurrentie. Het succes van de machine werd aanvankelijk in de kiem gesmoord door het uitbreken van de Tweede Wereldoorlog, maar in 1947 werd de productie weer opgepakt, samen met de sportversie, de Triumph Tiger 100. Vooral op de Amerikaanse markt ontstond echter steeds meer vraag naar sterkere modellen, maar nu de Britse zijspantrekkers vrijwel uitgestorven waren vroegen ook de zijspanrijders om een krachtiger motor. Turner wilde echter niet verder gaan dan 650 cc. Hij was ervan overtuigd dat bij een zwaardere motor de trillingen niet binnen de perken te houden waren.

## Triumph 6T Thunderbird
Afgezien van de grotere motor was de Triumph 6T Thunderbird vrijwel identiek aan de na-oorlogse Speed Twin 5T. Ze werd in september 1949 gepresenteerd en kwam in 1950 op de markt. Spectaculaire presentaties waren Triumph niet vreemd en dit keer reden drie Thunderbirds 500 mijl met een gemiddelde snelheid van meer dan 90 mijl per uur over het hogesnelheidscircuit van Montlhéry waarbij ze elk ook een ronde boven de 100 mijl per uur reden. Daarna reden ze ook nog terug naar de fabriek in Meriden.
Het was een 650cc-paralleltwin, bedoeld als toermotorfiets. Ze had een telescoopvoorvork en in 1949 introduceerde Turner ook de koplampnacelle, waardoor het instrumentenpaneel op de tank verviel. Chroom was nog schaars en zou dat door het uitbreken van de Koreaanse Oorlog ook nog jaren blijven. Voor de Britse thuismarkt en de export waren de motoren verschillend omdat de compressieverhouding in het Verenigd Koninkrijk lager was. Mogelijk was dat omdat de Britten aanvankelijk nog moesten werken met de "pool" (distributie)-benzine met een lage klopvastheid.
| Tegen de zin van de Amerikaanse Triumph-importeurs Johnson Motors (JoMo) in Pasadena (Californië) en de Triumph Corporation (Tri-Cor) in Baltimore (Maryland) besloot producer Stanley Kramer om Marlon Brando in de film The Wild One te laten rijden op een Triumph 6T Thunderbird uit 1950. De importeurs waren bang voor een slechte naam als de leider van een motorbende op een Triumph zou rijden. De film, die in 1953 uitkwam, zorgde echter juist voor veel publiciteit voor de Thunderbird. |

### Motor
De motor was een dwarsgeplaatste, luchtgekoelde paralleltwin met een boring van 71 mm en een slag van 82 mm. De motor kreeg twee nokkenassen: voor de uitlaatkleppen aan de voorkant van het cilinderblok en voor de inlaatkleppen aan de achterkant. Aan de rechterkant zat het distributiecarter, dat strak was afgewerkt en waarin de tandwielaandrijving de 6 volt-60 watt-dynamo, de ontstekingsmagneet en de nokkenassen aandreef. De brandstoftoevoer werd verzorgd voor een enkele Amal Monobloc-carburateur. Het hele kleppenmechanisme was ingesloten en opgenomen in het dry-sump-smeersysteem. Het was een pre-unit-motor, met een losse versnellingsbak.

### Transmissie
Links op de krukas zat een schroefveer-transmissiedemper met het voorste tandwiel van de primaire aandrijving. Via een ketting en een tweede tandwiel dreef die de meervoudige natte plaatkoppeling en vervolgens de voetgeschakelde vierversnellingsbak met kickstarter aan. Het achterwiel werd aangedreven door een ketting.

### Rijwielgedeelte
De 6T Thunderbird kreeg een semi-dubbel wiegframe met een enkele voorbuis die vanaf het balhoofd naar de onderkant van het motorblok liep, waar ze in twee afzonderlijke buizen werd gesplitst. De voorvork was een telescoopvork met 152 mm veerweg. Voor en achter zaten trommelremmen. Als optie konden klanten ook achtervering bestellen. Turner koos hierbij echter niet voor plunjervering maar voor een geveerde naaf die George Dowty voor het landingsgestel van de Gloster Gladiator dubbeldekker had ontwikkeld. Dit werd de Triumph sprung hub, die slechts vijf centimeter veerweg gaf maar wel acht kilo toevoegde aan het onafgeveerd gewicht.

### Uitrusting
De 6T Thunderbird had optioneel een klein bagagerekje op de tank. Het kastje voor het boordgereedschap zat rechts tussen de buizen van het achterframe. Er was standaard een vetspuitje en een bandenpomp aan boord. Een duozadel was er niet, als optie konden klanten kiezen voor een bagagerek of voor een tweede zweefzadel voor de passagier. De machine had een achterwielstandaard, maar ook al een jiffy als optie.

### Ontwikkeling
In 1953 kwam de sportversie Tiger T110 met swingarm-achtervering uit en een jaar later werd dat systeem ook op de 6T Thunderbird toegepast. Daardoor kon ook een duopassagier comfortabel zitten. In 1959 kreeg de Thunderbird een Lucas-wisselstroomdynamo op het linker krukasuiteinde. Vanaf 1960 kreeg de machine de zgn. "bathtub"-stroomlijn rond het achterwiel. Het wordt beschouwd als een vergissing van Edward Turner, want juist zijn belangrijkste klanten in Amerika verafschuwden het plaatwerk. Dealers hadden stapels op hun terrein liggen omdat de machines alleen "naakt" te verkopen waren. Tot overmaat van ramp kreeg ook de T110 Tiger dit plaatwerk, maar de Triumph T120 Bonneville 650 bleef ervan gespaard. In 1963 werd deze "stroomlijn" iets kleiner, waardoor ze meer van het achterwiel vrij liet en de naam "Bikini" kreeg. In het laatste productiejaar, 1966 was ze helemaal verdwenen. In 1963 kregen alle 650cc-modellen ook de unit construction-versnellingsbak.

## Afbeeldingen

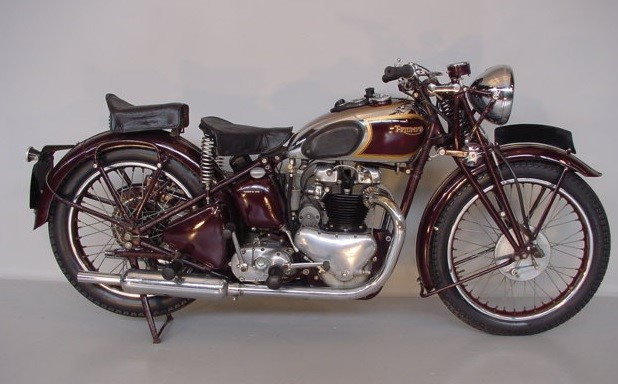
De voorvader van de Thunderbird was deze Speed Twin 5T van voor de Tweede Wereldoorlog.
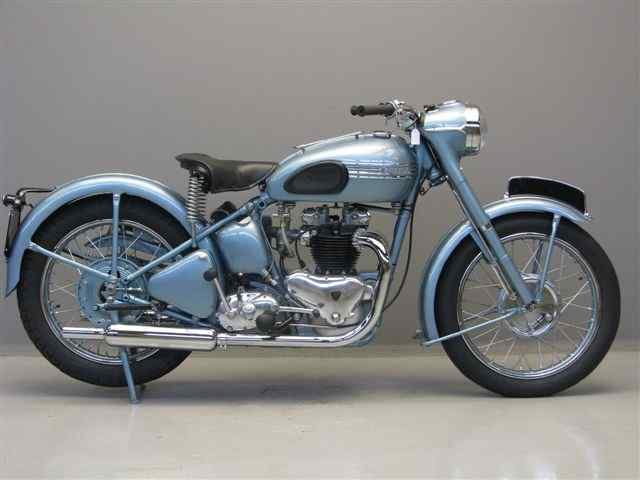
6T Thunderbird uit 1950. Triumph noemde de blauwe kleur "Thunder Blue".
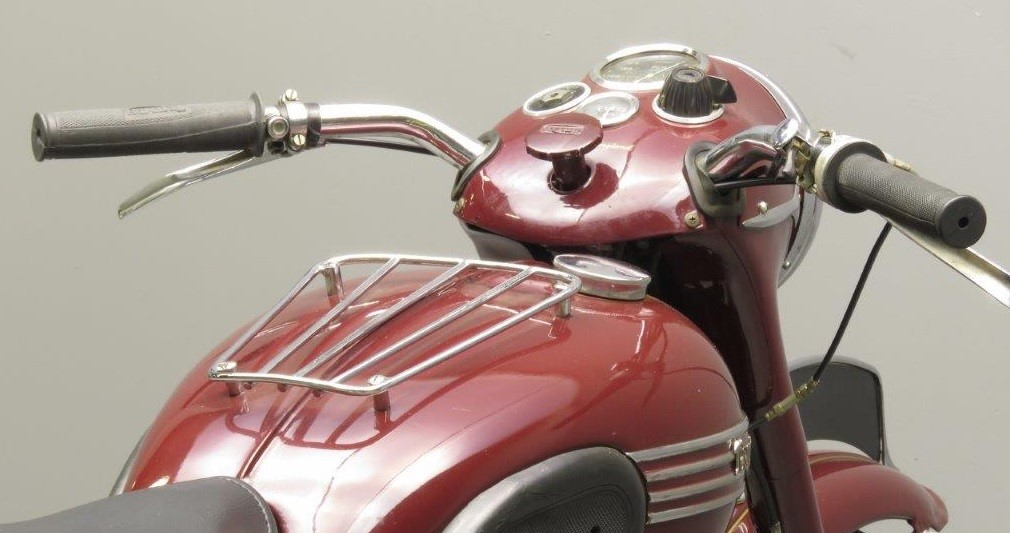
De koplampnacelle bevatte de snelheidsmeter, de ampèremeter en de lichtschakelaar. Het bagagerekje zit op de plaats waar vroeger het instrumentenpaneel zat.
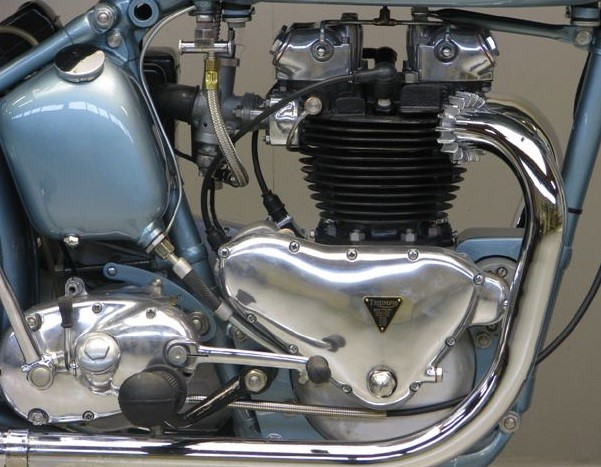
De rechterkant van het eerste motorblok, met het distributiecarter, aan de voorkant de gelijkstroomdynamo, achter het cilinderblok de ontstekingsmagneet en de Amal Monobloc-carburateur en de losse (pre-unit)-versnellingsbak.
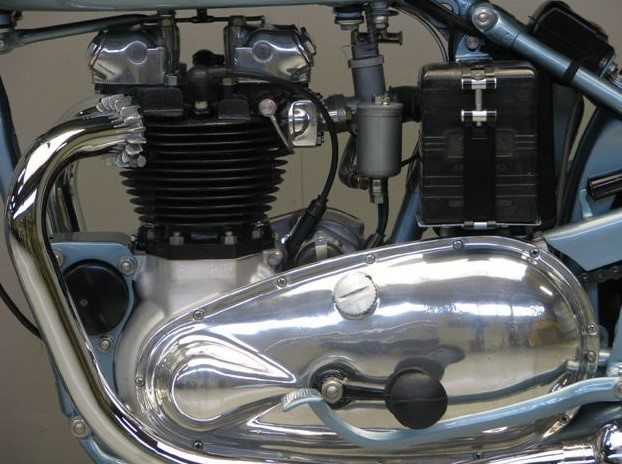
De linkerkant van het eerste motorblok, met achter het deksel voor de primaire transmissie de transmissiedemper (uitstulping), het rempedaal en de accu.

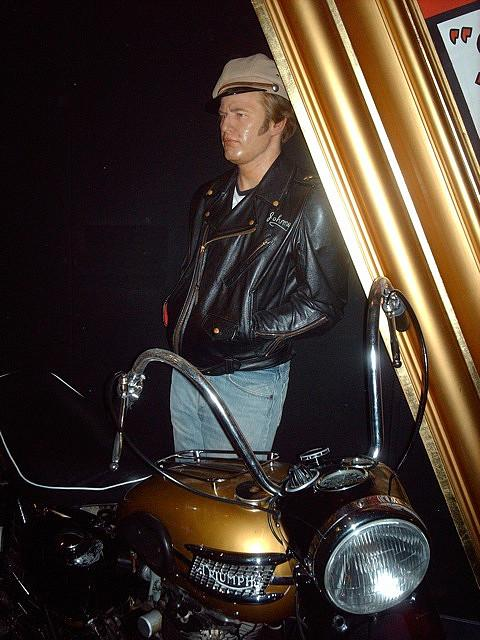
Beeld en (replica van) de Triumph 6T Thunderbird van Marlon Brando in Madame Tussauds in londen
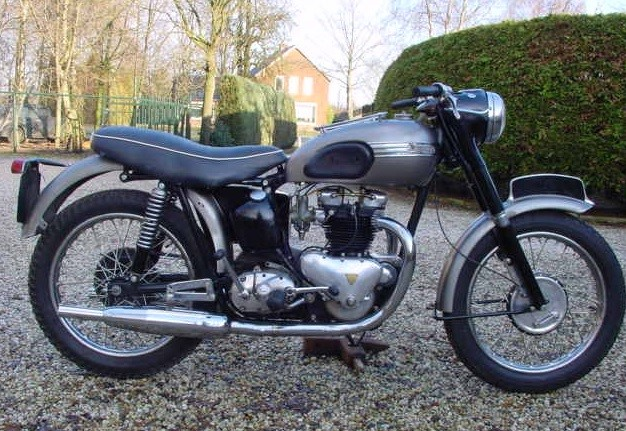
Vanaf 1954 kregen de Triumphs swingarm-achtervering. Toen kon er ook een duozadel worden gebruikt.
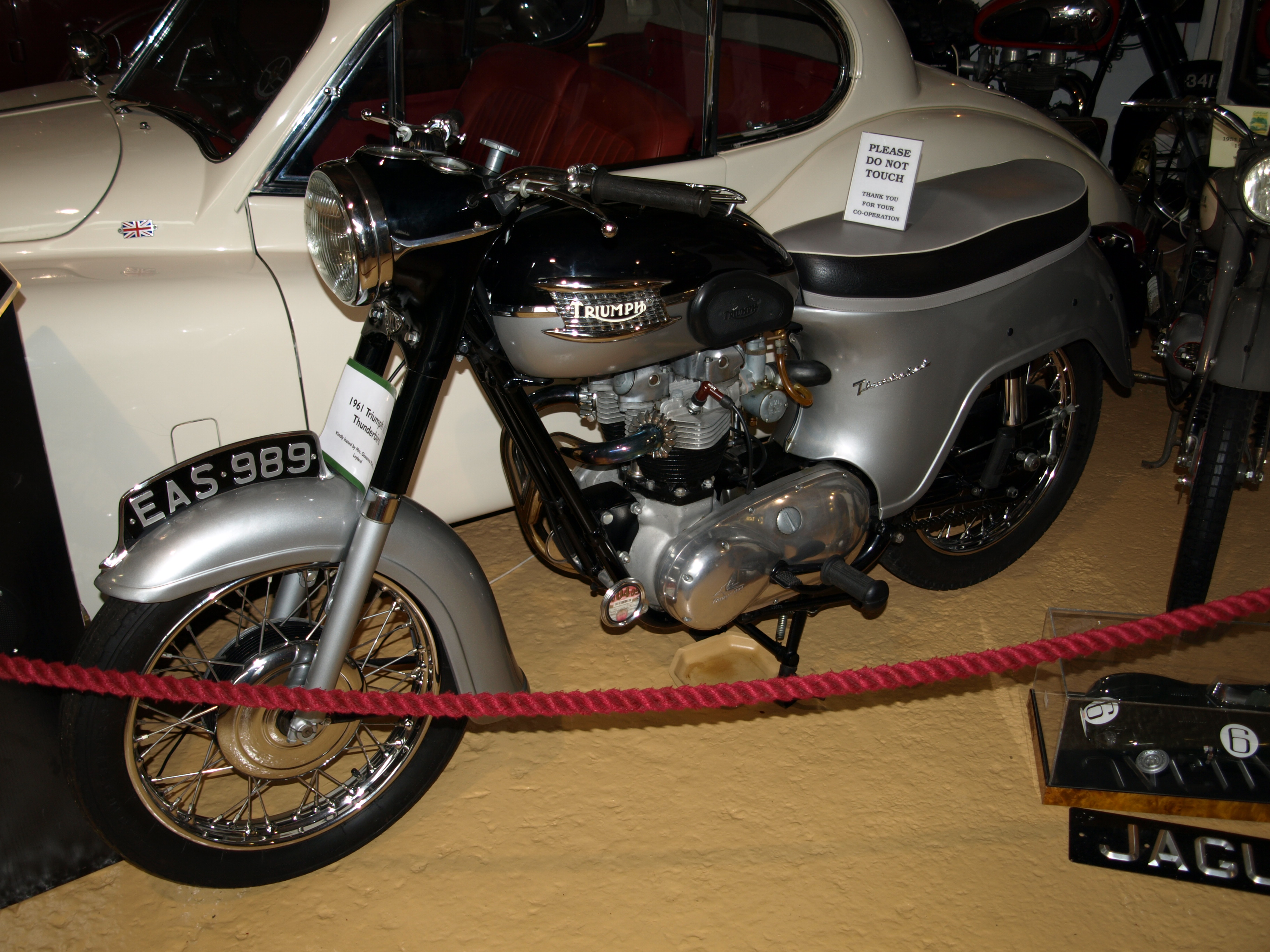
De "bathtub" was vooral in de Verenigde Staten geen succes.
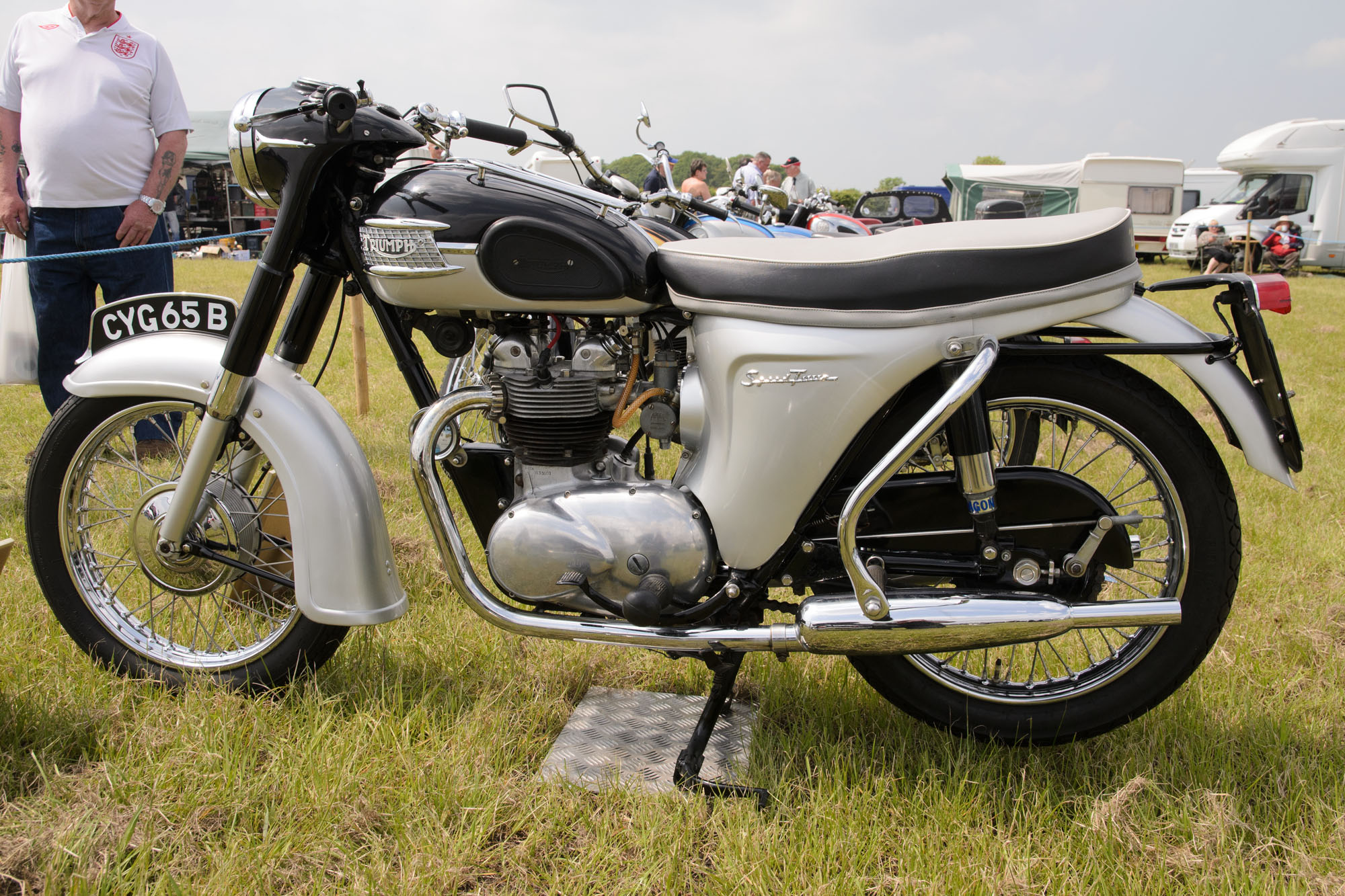
De "bikini"-stroomlijn, hier op een Triumph Speed Twin 5TA.
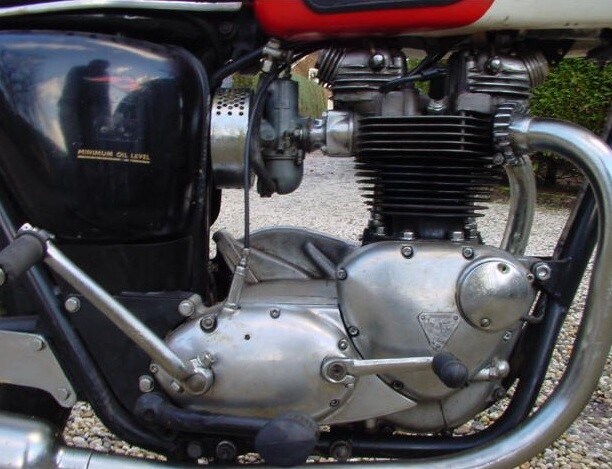
In 1963 kregen alle 650cc-modellen de unit construction-versnellingsbak.

## Einde productie
Na 1966 werd de 6T Thunderbird niet meer geproduceerd. De Triumph TR6 Trophy-serie, aanvankelijk uitgebracht als woestijnracer voor de Amerikanen, bevatte nu ook een sportief toermodel, terwijl de echter sportieve rijders konden kiezen voor de T120 Bonneville met twee carburateurs.

## Latere Thunderbirds
In 1981, toen Triumph al jaren eigendom was van de Triumph Meriden co-operative, bracht men een kleinere versie van de 750cc-Triumph T140 Bonneville 750 uit. Deze Triumph TR65 Thunderbird had een 650cc-blok en was het goedkoopste model van die tijd, met een trommelrem in plaats van een schijfrem in het voorwiel en contactpuntjes in plaats van elektronische ontsteking.
Triumph Motorcycles Ltd bracht in 1995 de Triumph Thunderbird 900 met een 900cc-driecilindermotor uit. In 2009 volgden de Triumph Thunderbird 1600 en de Triumph Thunderbird 1700.

## Technische gegevens
| Triumph                | 6T Thunderbird export                      | 6T Thunderbird UK                          | 6T Thunderbird export        | 6T Thunderbird UK            |
| ---------------------- | ------------------------------------------ | ------------------------------------------ | ---------------------------- | ---------------------------- |
| Periode                | 1950-1953                                  | 1950-1953                                  | 1954-1966                    | 1954-1966                    |
| Categorie              | Toer                                       | Toer                                       | Toer                         | Toer                         |
| Motortype              | Stoterstangen kopklepmotor                 | Stoterstangen kopklepmotor                 | Stoterstangen kopklepmotor   | Stoterstangen kopklepmotor   |
| Bouwwijze              | Dwarsgeplaatste paralleltwin               | Dwarsgeplaatste paralleltwin               | Dwarsgeplaatste paralleltwin | Dwarsgeplaatste paralleltwin |
| Koeling                | Lucht                                      | Lucht                                      | Lucht                        | Lucht                        |
| Boring                 | 71 mm                                      | 71 mm                                      | 71 mm                        | 71 mm                        |
| Slag                   | 82 mm                                      | 82 mm                                      | 82 mm                        | 82 mm                        |
| Cilinderinhoud         | 649,3 cc                                   | 649,3 cc                                   | 649,3 cc                     | 649,3 cc                     |
| Carburateur(s)         | 1 25mm-Amal Monobloc, In 1953: SU Type MC2 | 1 25mm-Amal Monobloc, In 1953: SU Type MC2 | SU Type MC2                  | SU Type MC2                  |
| Ontsteking             | Lucas magneet                              | Lucas magneet                              | Accu-bobine                  | Accu-bobine                  |
| Smeersysteem           | Dry-sumpsysteem                            | Dry-sumpsysteem                            | Dry-sumpsysteem              | Dry-sumpsysteem              |
| Compressieverhouding   | 8,5:1                                      | 7:1                                        | 8,5:1                        | 7:1                          |
| Max. Vermogen          | 34 pk bij 6.500 tpm                        | 34 pk bij 6.500 tpm                        | 34 pk bij 6.500 tpm          | 34 pk bij 6.500 tpm          |
| Topsnelheid            | Onbekend                                   | Onbekend                                   | Onbekend                     | Onbekend                     |
| Primaire aandrijving   | Ketting                                    | Ketting                                    | Ketting                      | Ketting                      |
| Koppeling              | Meervoudige natte plaat                    | Meervoudige natte plaat                    | Meervoudige natte plaat      | Meervoudige natte plaat      |
| Versnellingen          | 4                                          | 4                                          | 4                            | 4                            |
| Secundaire aandrijving | Ketting                                    | Ketting                                    | Ketting                      | Ketting                      |
| Rijwielgedeelte        | Semi-dubbel wiegframe                      | Semi-dubbel wiegframe                      | Semi-dubbel wiegframe        | Semi-dubbel wiegframe        |
| Voorvork               | Telescoopvork                              | Telescoopvork                              | Telescoopvork                | Telescoopvork                |
| Achtervork             | Star                                       | Star                                       | Swingarm                     | Swingarm                     |
| Remmen                 | Trommelremmen                              | Trommelremmen                              | Trommelremmen                | Trommelremmen                |
| Tankinhoud             | 18 liter (USA: 13,6 liter)                 | 18 liter                                   | 18 liter (USA: 13,6 liter)   | 18 liter                     |
| Droog gewicht          | 168 kg                                     | 168 kg                                     | 179 kg                       | 179 kg                       |